# Prostemma guttula
Prostemma guttula is een wants uit de familie van de sikkelwantsen (Nabidae).

## Uiterlijk
Prostemma guttula is glanzend zwart met rode poten en rode vleugels. Ze hebben korte, dikke, aan de onderkant gekartelde voorpoten. Meestal zijn ze kortvleugelig (brachypteer). De vleugels zijn dan heel kort. Maar soms zijn ze langvleugelig (macropteer). Dat zijn dan meestal vrouwtjes. De lengte is 7,5-10 mm.
In Europa zijn enkele erop lijkende soorten: Prostemma aeneicolle: middelste poot zwart. Prostemma sanguineum: Iets kleiner, 5,5-7,1 mm.

## Verspreiding en levenswijze
Ze komen voor in het Middellandse Zeegebied, Europa, maar zonder de noordelijke regio's, Noord-Afrika, het Midden-Oosten, in het zuiden van Europees Rusland. In Nederland is hij zeer zeldzaam. De laatste drie waarnemingen komen uit het zuiden van Limburg (in 1983 en in 2005) en Zeeuws-Vlaanderen (2011). Het is een warmteminnende soort .
Hij is zowel als nimf als volwassen wants roofzuchtig en voedt zich met andere wantsensoorten als bodemwantsen (Lygaeidae) en doornwantsen (Cydnidae). De dieren overwinteren als imago bijvoorbeeld onder stenen en mosbedden. Eén generatie per jaar. De nieuwe volwassen generatie verschijnt eind juli, augustus.